# Juan Manuel Lillo
Juan Manuel "Juanma" Lillo Díez (Tolosa, 2 november 1965) is een Spaans voetbalcoach.

## Loopbaan
Lillo begon al op 16-jarige leeftijd als trainer bij de lokale voetbalclub Amaroz KE (1981-1985). Vervolgens kwam hij bij Tolosa CF (1985-1988), een club uit de Tercera División. Met CD Mirandés (1988-1989, 1990-1991) werd Lillo in 1989 kampioen van de regionale groep van de Tercera División én werd promotie naar de Segunda División B bewerkstelligd. Via Cultural Leonesa (1991-1992) kwam Lillo in 1992 bij UD Salamanca, waar hij de jongste coach ooit in de Primera División werd. Hij bleef tot 1996 bij UD Salamanca. Vervolgens was Lillo in Spanje werkzaam bij Real Oviedo (1996-1997), CD Tenerife (1998), Real Zaragoza (2000), Ciudad de Murcia (2003-2004) en Terrassa FC (2004-2005). In 2005 vertrok hij naar Mexico, waar Lillo gedurende één seizoen Dorados de Sinaloa trainde. Zijn goede vriend en voormalig FC Barcelona-aanvoerder Josep Guardiola vergezelde hem in deze periode als speler. Na de degradatie van Dorados in 2006 keerde Lillo terug naar Spanje. In het seizoen 2008/2009 was hij werkzaam bij Real Sociedad, maar nadat Lillo er niet in was geslaagd de Baskische club van de Segunda División A naar de Primera División te laten promoveren, kreeg hij zijn ontslag. Na één seizoen bij Almería vertrok hij naar Millonarios in Colombia. Daarna werd hij assistent van Jorge Sampaoli bij Chili en Sevilla. In 2019 vertrok hij naar Azië waar hij trainer werd van achtereenvolgens Qingdao in China en Vissel Kobe in Japan. In 2020 werd hij herenigd met Guardiola en werd hij zijn assistent bij Manchester City. Na een uitstapje van een jaar als hoofdtrainer bij Al-Sadd in Qatar keerde hij in 2023 terug bij Guardiola in Manchester.